# Pseudacris streckeri
Pseudacris streckeri és una espècie de granota nocturna que es troba a Nord-amèrica (des del sud de Kansas fins a Texas).